# Okolica (rejon brasławski)
Okolica (biał. Аколіца; ros. Околица) – wieś na Białorusi, w obwodzie witebskim, w rejonie brasławskim, w sielsowiecie Achremowce.
Dawniej używana nazwa – Rudawa Okolica, Rudawka.

## Historia
W czasach zaborów wieś i dobra w powiecie dzisieńskim, w guberni wileńskiej Imperium Rosyjskiego
W latach 1921–1945 wieś leżała w Polsce, w województwie wileńskim, w powiecie dziśnieńskim (od 1926 w powiecie brasławskim), w gminie Jody.
Według Powszechnego Spisu Ludności z 1921 roku zamieszkiwało tu 156 osób, 117 były wyznania rzymskokatolickiego a 39 prawosławnego. Jednocześnie 117 mieszkańców zadeklarowało polską a 39 białoruską przynależność narodową. Było tu 25 budynków mieszkalnych. W 1931 w 48 domach zamieszkiwały 253 osoby.
Wierni należeli do parafii rzymskokatolickiej i prawosławnej w Zamoszach. Miejscowość podlegała pod Sąd Grodzki w Brasławiu i Okręgowy w Wilnie; właściwy urząd pocztowy mieścił się w Zamoszach.
W wyniku napaści ZSRR na Polskę we wrześniu 1939 miejscowość znalazła się pod okupacją sowiecką. 2 listopada została włączona do Białoruskiej SRR. Od czerwca 1941 roku pod okupacją niemiecką. W 1944 miejscowość została ponownie zajęta przez wojska sowieckie i włączona do Białoruskiej SRR.
Od 1991 w składzie niepodległej Białorusi.